# Индийска кухня
Индийската кухня се състои от разнообразни регионални и традиционни кухни, произхождащи от индийския субконтинент.
Предвид разнообразието в почвата, климата, културата, етническите групи и професии, тези кухни се различават значително и използват местни подправки, билки, зеленчуци и плодове. Индийската храна също така е силно повлияна от религията, по-специално индуизма, културния избор и традициите. Векове на ислямско управление, особено от моголите, които въвеждат ястия като самоса и пилаф.
Исторически събития като нашествия, търговски отношения и колониализъм изиграват роля при въвеждането на определени храни в тази страна. Колумбовият обмен от Новия свят донася редица нови зеленчуци и плодове в Индия. Редица от тях като картофите, доматите, люти чушки, фъстъците и гуава стават основни в много региони на Индия. Индийската кухня оформя историята на международните отношения – търговията с подправки между Индия и Европа е основният катализатор за европейската ера на откритията. Подправките се купуват от Индия и се търгуват из Европа и Азия. Индийската кухня повлиява на други кухни по света, особено на тези от Европа (примерно Великобритания), Близкия изток, Южна Африка, Източна Африка, Югоизточна Азия, Северна Америка, Мавриций, Фиджи, Океания и Карибите.
Индийската кухня е богата както на аромати, така и на вкусове и се характеризира с огромно разнообразие взависимост от региона. В южната част на страната се предпочитат вегетариански ястия с кокосово мляко и масло, докато в северните райони кухнята е с повече употреба на кисело мляко и сметана и непременно месо. Южната кухня използва повече ориз, отколкото хляб (наан), докато северната включва наани и самоси. Лютивото също е част от традиционната индийска кухня.
Най-важните и често използвани подправки и аромати в индийската кухня са целият или прахообразен лют пипер, кайен, червен и черен пипер, семе от черна горчица, канела, кардамон, джинджифил, кориандър, карамфил, куркума, кимион, индийско орехче и чесън. Някои листа, които обикновено се използват за овкусяване, включват дафинови листа, листа от кориандър, листа от сминдух и листа от мента. Сладките ястия често се подправят с есенции от кардамон, шафран, индийско орехче и розови листенца.